# Kullervo Linna
Kaarlo Kullervo Linna, född 24 november 1911 i Helsingfors, död 19 oktober 1987 i Helsingfors, var en finländsk musiker, kompositör och dirigent.

## Biografi
Linnas far var den entusiastiske amatörmusikern Karl Henrik Linna. Vid tolv års ålder lärde Linnas far honom att spela dåtidens modeinstrument, mandolin. Detta ledde till att han gick med i skolorkestrar, arbetarorkestrar och började studera musik vid Helsingfors konservatorium. Som 18-åring grundade Linna sin första egna orkester, Aronizin 1929. Året därpå grundade han orkestern Puijo, där han var aktiv fram till 1935. 1936 grundade han orkestern Fox och 1937 Night Stars, i vilken han var aktiv fram till 1939. I samtliga orkestrar var Linna aktiv som trummis och dirigent. Åren 1940-47 var Linna aktiv i Dallapé. 1949 vann Linna Yleradions schlagertävling med valsen Kultainen nuoruus.
På 1950-talet uppträdde Linna med den egna orkestern Linnanmäki på kabaréer och motsvarande. 1958 var han med om att bilda orkestern Humppa-Veikot, där han var dirigent och trummis. Han var dock verksam i den egna Kullervo Linnan-orkesteri 1947-80.
Privat var Linna en flitig samlare av pressklipp, dagböcker, kontrakt och liknande.
Han är begravd på Malms begravningsplats i Helsingfors.